# 克恩頓公國
卡林西亚公國（德語：Herzogtum Kärnten）或稱克恩顿公國，是位於現在奧地利南部和斯洛文尼亞北部的一個公國。公國於976年脫離巴伐利亞公國而組成，是自原德意志部落公國之中第一個新建立的帝國政治體。
克恩頓公國一直是神聖羅馬帝國的組成國家，直到1806年解體為止。從1335年起，公國開始由哈布斯堡王朝的奧地利所統治。作為哈布斯堡君主國和奧地利帝國的組成部分，直到1918年，它仍然是奧匈帝國的內萊塔尼亞皇室領地。自1920年10月卡林西亞公投之後，公國的主要地區成為了奧地利的克恩頓州。

## 歷史

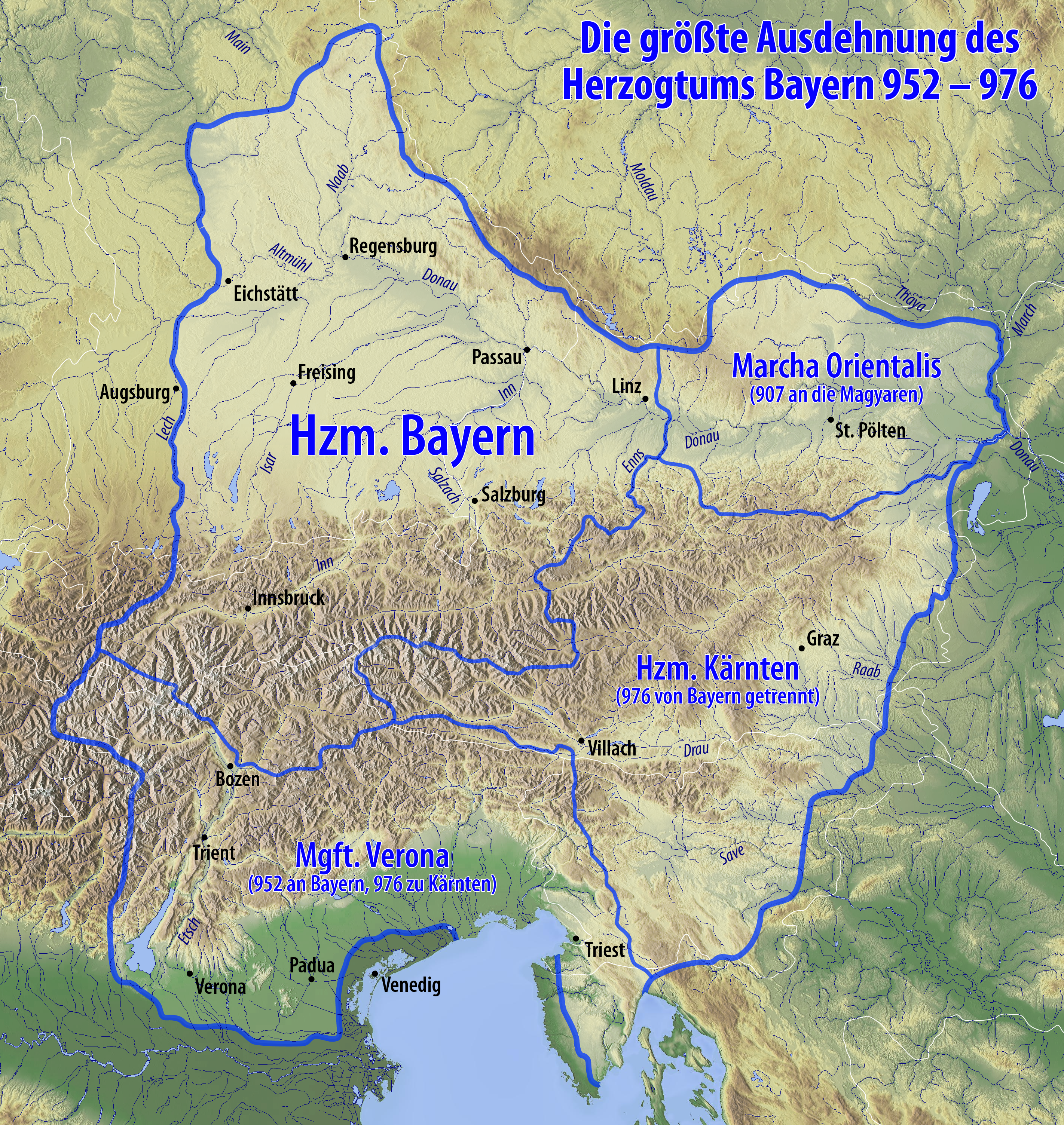
巴伐利亞公國內的克恩頓公國

在7世紀，克恩頓地區是斯拉夫公國卡蘭塔尼亞的一部分，公國的宗主權大約在743年落入巴伐利亞公爵奧提洛手中。788年查理大帝廢黜奧提洛的兒子泰西羅三世，巴伐利亞部落公國併入加洛林帝國。843年在凡爾登條約對加洛林帝國的劃分中，克恩頓成為東法蘭克國王日耳曼人路易所得領土的一部分。從889年到976年，它是重整後的巴伐利亞公國的卡林西亞邊疆區，儘管克恩頓只是藩侯身份，但在927年，當地伯爵利奧波丁王朝的貝特霍爾德已被德意志王國國王亨利一世授予公爵權利。938年貝特霍爾德成為巴伐利亞公爵後，兩地都由他統治。
在他於948年去世後，儘管利奧波丁王朝是奧托王朝的忠誠支持者，但其後人卻未能繼承公國，國王鄂圖一世將巴伐利亞封給弟弟亨利一世以換取其忠誠。

### 建立
974年起，巴伐利亞公爵亨利一世的兒子亨利二世「強辯者」，公開反叛他的表弟皇帝奧托二世，因此被皇帝廢黜他的巴伐利亞公爵爵位，皇帝之後改封巴伐利亞給他的侄子奧托。與此同時，奧托二世在原德意志五個部落公國的基礎上創建了第六個公國，即新的克恩頓公國。976年奧托二世將克恩頓地區從巴伐利亞分出，並任命前公爵貝特霍爾德的兒子年青人亨利為新設的克恩頓公爵，利奧波丁王朝重奪克恩頓地區的繼承權。
幾個世紀以來，「克恩頓」（Kärnten）這個名稱逐漸取代了以前的地名「卡蘭塔尼亞」。卡蘭塔尼亞公爵最初包括的領地相當廣闊，包括施蒂利亞邊區、卡尼奧拉和伊斯特拉；他們還統治了南部的意大利維羅納邊區。儘管如此，年青人亨利是第一位也是最後一位利奧波丁王朝的克恩頓公爵。由於他錯誤選擇了加入反對皇帝奧托二世的的三亨利的叛亂，兩年後他失去了克恩頓，公爵改由皇帝的侄子，薩利安王朝的後裔奧託一世所繼承。儘管亨利在985年再次設法重新獲得公爵頭銜，但在989年他去世後，克恩頓又回歸巴伐利亞的奧托王朝所有。

### 埃彭施泰因與施蓬海姆家族

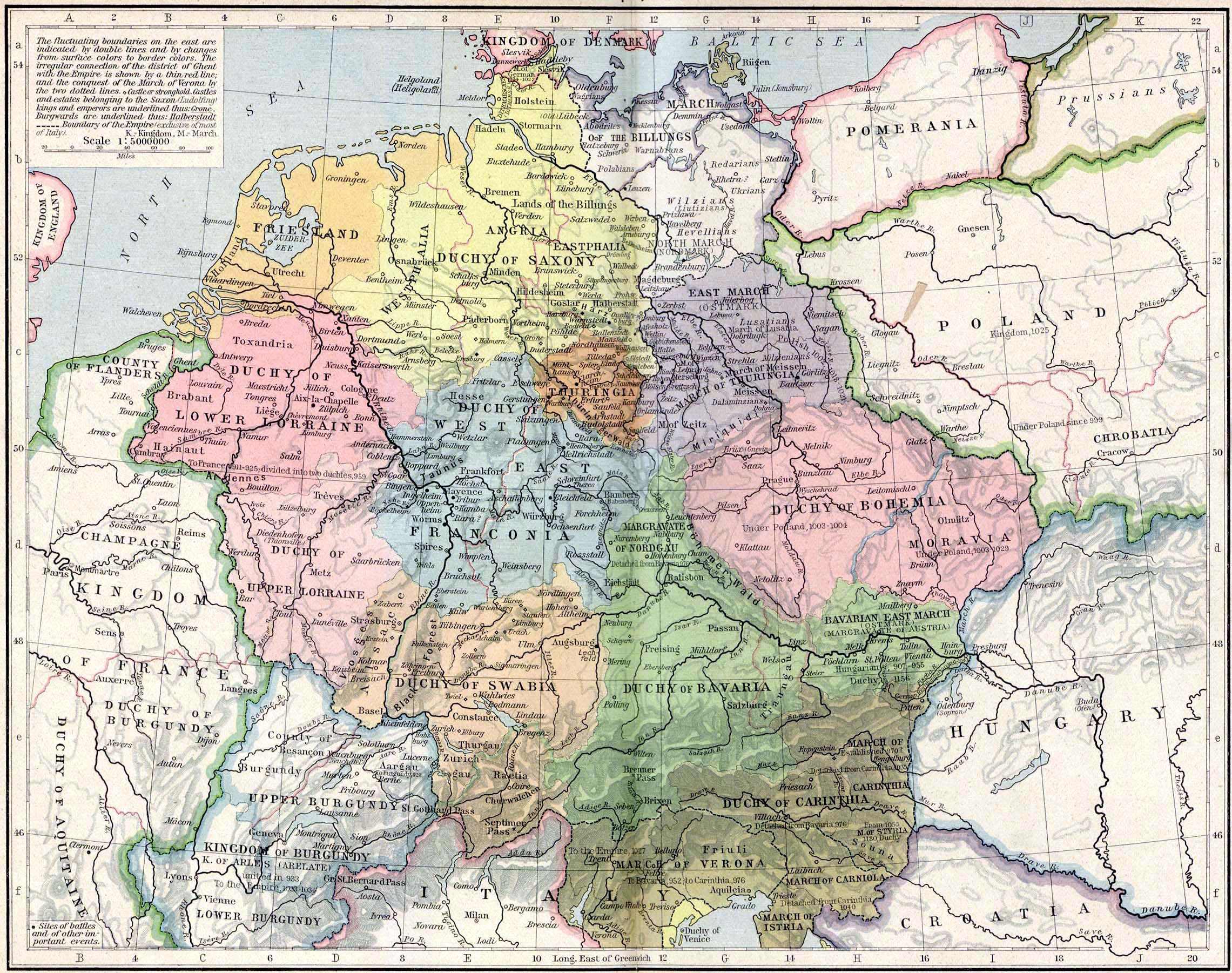
神聖羅馬帝國內擴張至最大面積的克恩頓公國

然而，克恩頓仍然是一個獨立的實體，並且在1012年鄂圖王朝的最後一位皇帝亨利二世，將公國授予自約1000年起統治施蒂里亞邊區的邊伯埃彭施泰因的阿達爾貝羅伯爵，而伊斯特拉邊區則被析出並交給魏瑪的波珀伯爵治理。1035年，阿達爾貝羅在失去了薩利安王朝皇帝康拉德二世的寵愛後被免職。1039年，女被皇帝亨利三世本人繼承，他於次年將卡尼奧拉邊區從公國中分拆，並將其授予早前已領有伊斯特拉的波珀伯爵。1077年，公國被再次授予埃彭施泰因家族的成員柳托爾德。然而，隨著柳托爾德的弟弟亨利三世在1122年去世，埃彭施泰因家族絕嗣。在他去世後，公國的面積進一步縮小，埃彭施泰因家族有一大部分領地（現今的上施蒂利亞）被移交給施蒂里亞藩侯奧托卡二世。
而克恩頓公國的剩餘部分則由公爵亨利三世的教子，屬施蓬海姆家族的亨利所繼承，1122年亨利即位後稱亨利四世，但次年旋即逝世。在施蓬海姆家族一眾克恩頓公爵中，最傑出的一位是伯恩哈德，他是第一位在文獻中被實際描述和尊為「領地親王」的克恩頓公爵。施蓬海姆家族最後一位公爵是烏爾里希三世；他與身為薩爾茨堡總主教的弟弟菲利普簽訂了繼承條約，但是菲利普在與波希米亞國王奧托卡二世爭奪克恩頓的戰鬥中落敗。儘管菲利普得到了哈布斯堡德意志國王魯道夫的支持，而魯道夫亦在1278年的杜恩克魯特戰役中擊敗了奧托卡二世，但菲利普從未獲得公國的實際權力。公國結果被魯道夫所佔據，菲利普在一年後的1279年去世。

### 哈布斯堡王朝

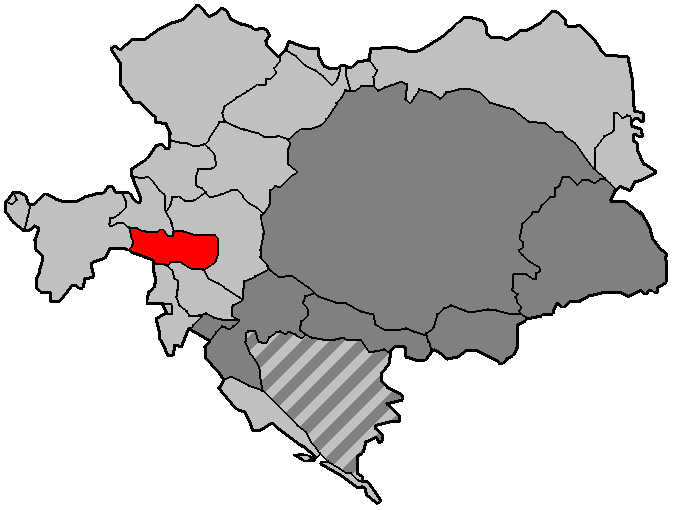
奧匈帝國內萊塔尼亞的克恩頓公國

魯道夫在當選羅馬人民的國王並擊敗國王奧托卡二世後，首先將克恩頓交給伯爵邁因哈德二世。1335年，這一系的最後一位男性後裔亨利逝世後，皇帝巴伐利亞的路易，於當年5月2日在林茨將克恩頓和南蒂羅爾封予哈布斯堡家族作為王室領地。哈布斯堡家族從此統治克恩頓直到1918年。與哈布斯堡君主國的其他組成部分一樣，女在很長一段時間內一直是一個半自治的政體，擁有自己的憲法機構。根據1379年簽訂和1564年再簽的诺伊贝格条约，哈布斯堡家族在族內兩次劃分了他們的領土。每次克恩頓公國都成為內奧地利的一部分，並與相鄰的施蒂利亞和卡尼奧拉公國劃一統治。
女王奧地利的瑪利亞·泰瑞莎和她的兒子約瑟夫二世試圖建立一個更加統一的哈布斯堡國家，1804年克恩頓被法蘭茲二世/一世併入他新建立的奧地利帝國。根據1809年的申布倫條約，菲拉赫周邊的上克恩頓地區短暫地被割讓到拿破崙伊利里亞行省的一部分；克恩頓整體之後一直是哈布斯堡伊利里亞王國的一部分，直到1849年伊利里亞王國被撤銷。
1867年，公國成為奧匈帝國西部內萊塔尼亞的皇室領地（參見奧地利歷史）。
幾個世紀以來，在克恩頓區內具有更高聲望的德語一直壓制斯洛文尼亞語的使用，但事實上，在16世紀，克恩頓的階層仍然認為卡林西亞是一個「溫蒂茨大公國」，即一個以斯洛文尼亞人為主的公國，表明克恩頓人仍然意識到他們的古老的，被德意志化前的根源。

### 第一次世界大戰與卡林西亞公投
在第一次世界大戰期間，克恩頓經歷了相對較高的戰爭死亡人數：每1,000名居民中有37人死亡。這死亡率高於奧匈帝國的其他大多數德語區（德意志南摩拉維亞除外）。
戰爭結束以及奧匈帝國解體後，1919年聖日耳曼條約規定，由塔爾維西奧至蓬泰菲的一段克恩頓運河河谷從（172平方英里）劃歸意大利，而講斯洛文尼亞語，鄰近德拉沃格勒周邊的德拉瓦河河谷梅扎河谷地區、以及耶澤爾斯科地區（128平方英里）則劃歸新成立的南斯拉夫王國。可是，南斯拉夫王國對只得到前公國的這些地區並不滿意，還佔領了卡拉萬克斯山脈以北的土地，包括首都克拉根福。協約國決定進行兩階段公投，其中第一階段卡林西亞公投於1920年10月10日舉行，以確定克恩頓地區的命運。公投結果對奧地利有利，並沒有改變聖日耳曼條約所決定的邊界。
前公國的奧地利部分今天組成了克恩頓聯邦州（德語：Land Kärnten），而被割讓予意大利的地區作為聲稱的「朱利亞邊疆區」的一部分，成為了佛里烏利-威尼斯朱利亞自治大區。割讓予南斯拉夫的大部分地區（參見斯洛文尼亞卡林西亞）現在成為斯洛文尼亞中較大的科羅統計區的一部分。

## 面積及人口
面積:
- 總面積: 10,327平方公里

人口（1910年人口普查）:
- 總人口: 396,228人

### 語言組成
根據1910年奧匈帝國最後一次人口普查，克恩頓公國由以下語言人口組成:
總人口: 396,228人
- 德語: 304,315人（76.80%）
- 斯洛文尼亞語: 82,212人（20.75%）
- 意大利語: 82人（0.02%）
- 其他語言人口: 9,619人（2.43%）

奧地利人口普查不是調查族群，也不是調查母語，而是「日常互動的語言」（Umgangssprache）。

### 宗教組成
總人口: 396,228人
- 羅馬天主教: 371,361人（93.72%）
- 新教: 24,299人（6.13%）
- 猶太教: 341人（0.09%）
- 其他宗教: 227人（0.06%）

## 另見
- 卡蘭塔尼亞
- 奧地利歷史
- 斯洛文尼亞歷史